# Kanton Baden

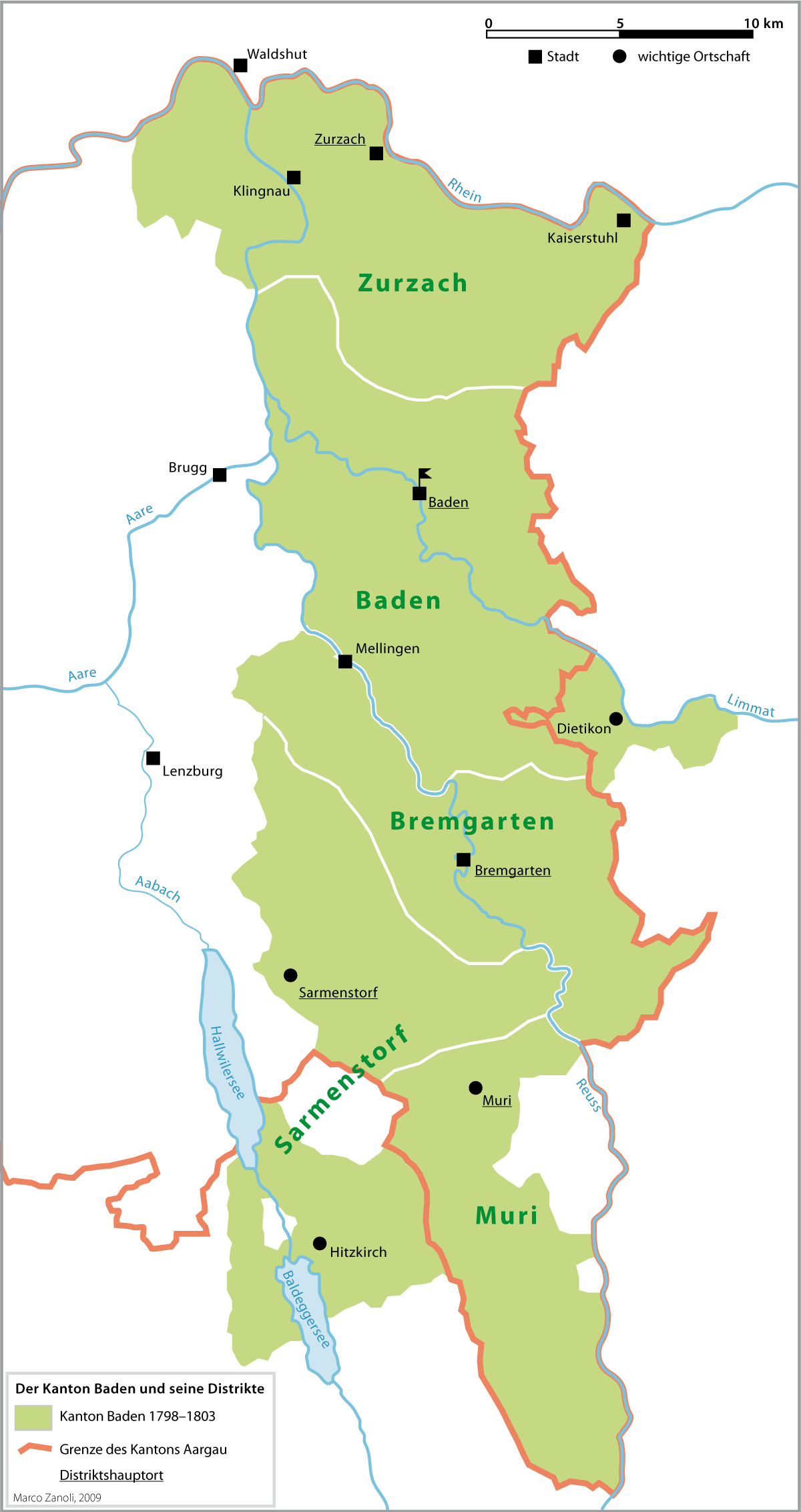
Karte des Kantons Baden mit seinen Distrikten

Der Kanton Baden war von 1798 bis 1803 ein Kanton der Helvetischen Republik, der aus der ehemaligen Grafschaft Baden, den Freien Ämtern und dem Kelleramt gebildet wurde. Er umfasste im Wesentlichen die östlichen Gebiete des heutigen Kantons Aargau.
Ein Verfassungsentwurf vom Januar 1798 hatte noch vorgesehen, diese Gebiete dem Kanton Zug anzufügen. Doch die französische Besatzungsmacht lehnte diesen Plan ab und verfügte am 11. April 1798 die Bildung des Kantons Baden.
Der Kanton war in die fünf Distrikte Baden (Hauptort des Kantons), Bremgarten, Muri, Sarmenstorf und Zurzach eingeteilt und erhielt die in der Helvetischen Republik übliche Verwaltung. Diese bestand aus dem Regierungsstatthalter mit der Verwaltungskammer, je einen Unterstatthalter in den Distrikten sowie Agenten in den Gemeinden. 1799 zählte der Kanton 45'982 Einwohner, die jüdische Bevölkerung in Endingen und Lengnau wurde allerdings nicht mitgerechnet.
Da sich die mehrheitlich katholische, konservative Bevölkerung gegenüber dem neuen Staat passiv oder gleichgültig verhielt, mussten Beamte und Politiker aus Nachbarkantonen «importiert» werden. Der Kanton war innerlich zerrissen und einige Gemeinden strebten eine Zugehörigkeit zu anderen Kantonen an. Die reformierten Gemeinden im Limmattal wollten zum Kanton Zürich, das Amt Hitzkirch zum Kanton Luzern, das obere Freiamt zum Kanton Zug oder gar zum Kanton Schwyz.
Der Kanton konnte sich aufgrund der fehlenden wirtschaftlichen Basis nicht zu einem lebensfähigen Staatswesen entwickeln. 1801 (Verfassung von Malmaison) und 1802 (zweite Verfassung der Helvetik) wurde eine Verschmelzung mit dem Kanton Aargau beschlossen, aber nicht vollzogen. Mit der von Napoleon Bonaparte unterzeichneten Mediationsakte wurde am 19. Februar 1803 der Kanton Baden aufgelöst und mit dem Kanton Aargau und dem Kanton Fricktal vereinigt. Das Amt Hitzkirch wurde zum Kanton Luzern zugeschlagen, die Gemeinden Hüttikon, Oetwil an der Limmat, Dietikon und Schlieren zum Kanton Zürich. Im Gegenzug wechselte das luzernische Amt Merenschwand zum neuen Kanton.